# عبد الكريم الفكون القسنطيني
عبد الكريم الفكون القسنطيني ، هو شيخ الإسلام عبد الكريم بن محمد بن عبد الكريم بن قاسم بن يحي الفكون التميمي فهو من بني تميم القبيلة العربية المشهورة، من عائلة قسنطينية عريقة في العلم والفتوى والقضاء والسياسة، أما أمه فهي من عائلة شريفة حسنية من عائلة محمد بن قاسم الشريف الذي كان متوليا وظيفة مزوار (نقيب) الأشراف بقسنطينة، ولد الشيخ بقسنطينة سنة 988هـ 1580م وتولى فيها القضاء والتعليم والفتوى والخطابة وتولى إمارة ركب الحجيج الجزائريين إلى الحجاز وكانت قبله لعائلة عبد المومن، وكان أول من لقب بشيخ الاسلام فلم يسبقه أحد إلى هذا اللقب من عائلة الفكون. 

و سياسيا كان الشيخ من الراضين بحكم الاتراك لقسنطينة (عنما ولد الشيخ كان للاتراك 50 سنة من الحكم غير المستقر في قسنطينة) رغم وجود معارضة شديدة من عائلات أخرى مثل عائلة عبد المومن، و معاصرته لصدامات عسكرية كبيرة بين الأتراك و عائلات محلية حاكمة كثورة خالد الصغير التي أشار لها في كتابه منشور الهداية في كشف حال من ادعى العلم والولاية.
توفي الشيخ سنة 1073 هـ1662م 

## شيوخه
- يحيى الأوراسي ألبسه الخرقة الصوفية الزروقية-الشاذلية [5][6]
- سليمان القشي
- عبد العزيز النفاتي، قرأ عليه الحساب وبعض الفرائض.
- محمد الفاسي المغربي، قرأ عليه بعض مسائل الاسطرلاب وبعض الفرائض.
- محمد ابن راشد الزواوي، قرأ عليه النحو وتأثر به كثيرا.
- محمد التواتي المغربي، قرا عليه كتاب المرادي في النحو، وقرا عليه عقائد السنوسي بشراحها، وتذكرة القرطبي

## تلاميذه
- أبو مهدي عيسى الثعالبي
- أبو القاسم العياشي المغربي
- يحي الشاوي
- بركات بن باديس
- أحمد بن سيدي عمار (بن داود).
- محمد وارث الهاروني.
- محمد البهلولي الزواوي.
- علي بن عثمان بن الشريف الزواوي.
- احمد بن ثلجون الزواوي.
- محمد بن عبد الرحمن البوقلمامي.
- محمد بن باديس.
- أحمد بن باديس.
- أبو عمران موسى الفكيرين
- عاشور بن موسى الفكيرين القسنطيني.
- محمد بن موسى الفكيرين
- على بن داود الصنهاجي
- احمد الميلي
- احمد الميلي (آخر)
- الشيخ مخلوف

## تآليفه
- محدد السنان في نحور إخوان الدخان
- ديوان الفكون
- منشور الهداية في كشف حال من ادعى العلم والولاية
- فتح اللطيف (في الصرف)
- فتح المالك في شرح لامية ابن مالك
- نظم الدّرر في شرح المختصر
- فتح المولى في شرح شواهد الشريف ابن يعلى